# Jeroni Sempere
Jeroni Sempere, conegut també com a Hieroni Sentpere, fon un poeta del Renaiximent, que escrigué tant en valencià com en castellà. També rebé, en castellà, els noms de Jerónimo de Sampere o Jerónimo de Sampedro.
De probable origen valencià, en 1531 organitzà en l'església de Santa Caterina un certamen poètic en què participaren vint poetes, entre ells el mateix Jeroni Sempere, qui va lloar el misteri immaculista fent ús de metàfores alambinades, com ara «arch trunphal hobrat de pures mostres» per a referir-se a Maria. Els poemes composts en el certamen —díhuit en valencià, tres en castellà i un en italià— foren recopilats per Andreu Martí Pineda en l'obra Certamen Poètich en laor de la Concepció, imprés a València l'any següent per Francisco Díaz Romano. N'hi ha un exemplar en la biblioteca de la Universitat de València.
Més tard compongué un poema d'èpica culta en castellà, La Carolea (1560), que narra alguns moments de la vida de l'emperador Carles V. L'obra peca de maniqueisme, ja que mentre s'hi descriu l'heroi amb tot tipus de perfeccions, Francesc I de França, en canvi, no en posseïx cap i és mostrat com un dèspota i un neci. Hi ha personatges al·legòrics, com ara la Fama i l'Esperança, descripcions de l'infern, somis profètics i visions fantàstiques. Consta de dos parts i cada una va precedida d'un resum argumental. Encara que en algun moment cau en la monotonia, l'obra té un llenguatge àgil. S'inicia poc abans de la batalla de Pavia i acaba amb la derrota turca de Buda. La Carolea fon elogiada per Miguel de Cervantes en el capítol VII de la primera part del Quixot, després de l'escrutini de la biblioteca de Don Quixot.
Sempere escrigué també Caballería celestial, libro de caballerías a lo divino, en dos parts. La primera, apareguda a Anvers en 1554, es una versió cavalleresca i al·legòrica de l'Antic Testament, i s'hi relaten, en l'estil típic dels llibres de cavalleries, les vides d'alguns dels patriarques, profetes, jutges i reis d'Israel, presentats com a cavallers, mentres que Déu és l'emperador celestial. En la segona part, l'al·legoria es referix al Nou Testament, en què el protagoniste és Jesús, presentat també com a cavaller errant, fill de l'emperador celestial. L'obra de Sempere va assolir escassa popularitat, però el seu tractament dels temes bíblics va despertar el recel en l'Església Catòlica, que la va incloure l'Índex dels llibres prohibits.

## Obra
- Triunfo i sentència (1532)
- Libro de Caballería Celestial del Pie de la Rosa Fragante (1554)[3]
- La Carolea
- Caballería celestial, libro de cavallerías a lo divino